# Caenotropus
Caenotropus – rodzaj słodkowodnych ryb kąsaczokształtnych z rodziny Chilodontidae.

## Występowanie
Ameryka Południowa.

## Klasyfikacja
Gatunki zaliczane do tego rodzaju:
- Caenotropus labyrinthicus
- Caenotropus maculosus
- Caenotropus mestomorgmatos
- Caenotropus schizodon

Gatunkiem typowym jest Microdus labyrinthicus (C. labyrinthicus).